# نابنط جريسي
نابنط جريسي (الاسم العلمي:Nepenthes campanulata) هو نوع غير مؤكد من النباتات يتبع جنس النابنط من الفصيلة النابنطية.